# Фришмут, Барбара
Барбара Фришмут (нем. Barbara Frischmuth; 5 июня 1941, Альтаусзе — 30 марта 2025, Альтаусзе) — австрийская писательница и переводчик.

## Жизнь и творчество
Барбара Фришмут родилась в австрийской горной курортной местности (Зальцкаммергут) в семье владельца отеля. Её отца — Антона Фришмута мобилизовали во время Второй мировой войны в немецкую армию. В 1943 году он погиб на Восточном фронте, в СССР. Мать продолжала вести гостиничное хозяйство до 1956 года и вновь вышла замуж. Барбара училась в школе в Бад-Аусзе (1948—1951), монастырской школе-интернате Гмундена (1951—1955) и в гимназии имени Песталоцци в Граце (1955—1959). В 1959 году она поступила в Грацский университет, где изучала английский, турецкий и венгерский языки. Получив стипендию, в 1960—1961 годах она получает образование в университете Кемаля Ататюрка в Эрзуруме. В 1964 году Барбара Фришмут приезжает в Вену и здесь изучает тюркологию, иранистику и ислам. В 1966-м она бросает учёбу и с тех пор живёт преимущественно написанием своих собственных и переводных произведений. Пишет также статьи для масс-медиа.
Литературные произведения Барбара Фришмут начала писать ещё в студенческие годы, когда были опубликованы её первые стихи. В 1960 году познакомилась с членами группы Форум-Штадтпарк (нем. Forum Stadtpark), принадлежала к числу её учредителей ещё тогда, когда училась в Эрзуруме. Весной 1961 года на собрании Форума Барбара Фришмут впервые публично прочитала свои произведения. В 1962 году она вступает в «Грацскую группу» (нем. Grazer Gruppe). Не раз выезжала за границу, посетила Турцию, Китай (1982), Японию (1990), Египет, США, Великобританию и другие страны. В 1976 году, находясь в США, Фришмут три месяца читала лекции по литературе в Колледже Оберлин (Огайо). В 1987 — в Университете Вашингтона в Сент-Луисе.
Осенью 1990 года в Мюнхенском университете Барбара Фришмут прочитала цикл лекций о поэзии под названием «Мечта литературы — литература мечты». В 1997 и 1998 годах она входила в состав жюри, присуждавшего Премию Ингеборг Бахман. С 1997 по 2002 писательница была членом комитета Немецкого общества Шиллера в Марбахе-на-Неккаре.
Переводит с английского и венгерского языков. В 1967 году вышел её первый перевод с венгерского — дневник заключённой в концлагере Аны Новац, трансильванской еврейки.
Барбара Фришмут — лауреат многих литературных премий и наград, среди которых — Премия Антона Вильдганса (1973), Австрийская премия в области детской литературы (1972, 1995), Литературная премия города Вена (1975, 1979), Почётная премия министерства образования и культуры (1987), Литературная премия Иды Демель (1983), Премия Франца Набля (1999), Почётная премия австрийской книготорговли (2005) и другие. Произведения писательницы переведены на арабский, боснийский, болгарский, китайский, английский, хинди, нидерландский, итальянский, латышский, польский, русский, шведский, словенский, чешский, турецкий, украинский и венгерский языки. В декабре 2012 года насчитывалось не менее 36 переводных книг Фришмут.
С 1999 года Барбара жила в Альтаусзе. Растит сад, который дал ей материал для трёх книг. Имеет сына — Флориана Анастазиуса Грюна (род. 1973). В 1988 году она вторично вышла замуж — за Дирка Пеннера, психиатра и невропатолога, практикующего в Мюнхене. Тётя — Эдит Хауэр-Фришмут (1913—2004) — участница Движения Сопротивления. Её жизнь Барбара Фришмут описала в романе «Друг другу дети».
Умерла 30 марта 2025 года в Альтаусзе в возрасте 83 лет.

## Сочинения

### Романы, рассказы
- Монастырская школа (Die Klosterschule). Frankfurt/Main 1968
- Истории для Штанека (Geschichten für Stanek). Berlin 1969
- Дни и годы. Изложения по ситуации (Tage und Jahre. Sätze zur Situation). Salzburg, Wien 1971
- Исчезновение тени на солнце (Das Verschwinden des Schattens in der Sonne). Frankfurt/Main 1973
- Возвращение к прежнему исходному пункту (Rückkehr zum vorläufigen Ausgangspunkt). Salzburg, Wien 1973
- Ловить ветер. Рассказы (Haschen nach Wind. Erzählungen). Salzburg, Wien 1974
- Мистификации Софии Зильбер (Die Mystifikationen der Sophie Silber). Roman. Salzburg/Wien 1976 ISBN 3-7017-0152-0, рус. перевод — М., ИХЛ, 1980
- Эми, или Метаморфоза (Amy oder Die Metamorphose). Roman. Salzburg, Wien 1978
- Зависимость — приговор нежнейшего рода (Entzug — ein Menetekel der zärtlichsten Art). Pfaffenweil 1979
- Кай и любовь к моделям (Kai und die Liebe zu den Modellen). Roman. Residenz Verlag, Salzburg/Wien 1979 ISBN 3-7017-0224-1
- Связи (Bindungen). Erzählungen. Salzburg, Wien 1980
- Пейзаж для ангела (Landschaft für Engel). Wien [u.a.] 1981
- Женщина на Луне (Die Frau im Mond). Roman. Salzburg, Wien 1982
- Из жизни Пьеро (Vom Leben des Pierrot). Erzählungen. Mit Holzschnitten von Alfred Pohl, Pfaffenweil 1982
- Граница мечты (Traumgrenze). Erzählungen. Salzburg, Wien 1983
- Танцор на голове (Kopftänzer). Roman. Residenz Verlag, Salzburg/Wien 1984 ISBN 3-7017-0380-9
- Госпожа зверей (Herrin der Tiere). Erzählung. Salzburg, Wien 1986
- Об отношениях (Über die Verhältnisse). Roman. Salzburg/Wien 1987 ISBN 3-7017-0506-2
- Убийственные сказки (Mörderische Märchen). Erzählungen. Salzburg, Wien 1989
- Друг другу дети (Einander Kind). Roman. Salzburg, Wien, Residenz 1990
- Мистер Роза, или Трудности быть не карликом. Пьеса для одного актёра (Mister Rosa oder Die Schwierigkeit, kein Zwerg zu sein. Spiel für einen Schauspieler). Wien 1991
- Мечта литературы — литература мечты (Traum der Literatur — Literatur des Traums). Salzburg, Wien 1991
- Водяные. Пьесы для чтения из морей, пустынь и комнат (Wassermänner. Lesestücke aus Seen, Wüsten und Wohnzimmern). Salzburg, Wien 1991
- Ведьмино сердце (Hexenherz). Salzburg, Wien 1994
- Записка друга (Die Schrift des Freundes). Salzburg, Wien, Residenz 1998
- Садовой литературный дневник (Fingerkraut und Feenhandschuh. Ein literarisches Gartentagebuch). Berlin, Aufbau 1999
- Дерево шаманов. Стихотворения (Schamanenbaum. Gedichte). Graz, Wien, Droschl 2001
- Расшифровка (Die Entschlüsselung). Roman. Berlin, Aufbau 2001
- Садовой литературный дневник (Löwenmaul und Irisschwert. Gartengeschichten). Berlin, Aufbau 2003
- Лето, когда исчезла Анна (Der Sommer, in dem Anna verschwunden war). Berlin, Aufbau 2004
- Куница, Роза, Зяблик и Блоха. (Marder, Rose, Fink und Laus. Meine Garten-WG). Graz, Wien, Droschl 2007
- Забудь Египет. Роман-путешествие (Vergiss Ägypten. Ein Reiseroman). Berlin, Aufbau 2008
- Корова, козёл, его коза и её любовник. Животные в домашнем хозяйстве (Die Kuh, der Bock, seine Geiss und ihr Liebhaber. Tiere im Hausgebrauch). Mit Grafiken von Wouter Dolk, Berlin, Aufbau 2010

### Книги для детей и юношества
- Неприличная погремушка (Amoralische Kinderklapper), 1969
- Разоритель (Der Pluderich), 1969
- Филомена Комариный-нос (Philomena Mückenschnabel), 1970
- Обойщик (Polsterer), mit Illustrationen v. Robert Zeppel-Sperl, 1970
- Принцесса в веретене и другие детские пьесы для кукольного театра (Die Prinzessin in der Zwirnspule und andere Puppenspiele für Kinder), mit Illustrationen v. Ulrike Enders, 1972
- Ida — und Ob, 1972
- Гризли Толстобрюх и фрау Нуффи (Grizzly Dickbauch und Frau Nuffl), mit Linolschnitten v. Axel Hertenstein, 1975
- Милый Августин (Der liebe Augustin), mit Illustrationen v. Inge Morath, 1981
- Семья для каникул (Die Ferienfamilie), 1981
- Бобровый зуб и Хан ветров (Biberzahn und der Khan der Wind), mit Illustrationen v. Angelika Kaufmann, 1990
- Летнее озеро (Sommersee), 1991
- Ничёнеслучилось, или Разгон, с которым несётся мир. Рассказ в картинках (Machtnix oder Der Lauf, den die Welt nahm. Eine Bildergeschichte), 1993
- Истории перед сном для Марии Каролины (Gutenachtgeschichte für Maria Carolina), mit Illustrationen v. Ducan Kállay, 1994
- О девочке, что ходила по воде (Vom Mädchen, das übers Wasser ging), mit Illustrationen v. Dusan Kállay, 1996
- Donna & Dario, 1997
- История штайнцкого тыквенного семечка (Die Geschichte vom Stainzer Kürbiskern), mit Illustrationen v. László Varvasovsky, 2000
- Alice im Wunderland, mit Illustrationen v. Jassen Ghiuselev, 2000

### Театральные пьесы
- Зелёный как трава камнеед (Der grasgrüne Steinfresser), 1973
- Принцесса в веретене (Die Prinzessin in der Zwirnspule), Regie: Georg Ourth, Salzburger Landestheater, 1976
- Дафна и Ио, или На краю мира Действительности (Daphne und lo oder Am Rande der wirklichen Welt), Schauspielhaus Wien, 1982
- Мистер Роза, или Трудности быть не карликом (Mister Rosa oder Die Schwierigkeit, kein Zwerg zu sein). Groteske. Regie: Udo Schoen. Aachen: Stadttheater, 1989
- Неприличие (Anstandslos). Eine Art Posse. Regie: Michael Gampe. Wien: Volkstheater in den Außenbezirken, 1994
- Краткая история человечества (Eine kurze Geschichte der Menschheit). Dramatisierung für Optisches Konzert. Musik: Marco Schädler, Konzept, Bearb., Regie: Johannes Rausch. Choreografie: Guillermo Horta Betancourt. Feldkirch: Saal der Arbeiterkammer, 1994
- Становление Лили (Lilys Zustandekommen). Monolog, написанный для Anna Maria Gruber/Irmi Horn. Regie: Steffen Höld. Graz: forum stadtpark theater in den Gewächshäusern des Botanischen Garten 2002
- Мать воронов (Rabenmutter). Melodrama 1989. Regie: Michael A. Richter. Graz: Kunstgarten Graz 2004

### Сценарии к кинофильмам
- Мышиный перепуг (Der Mäuseschreck). Телевизионный фильм по кукольной пьесе Б. Фришмут. реж. Тони Мунцлингер. SWF, 1972
- Ну и… Колдовская история (Na und. Eine Hexengeschichte). Телефильм, SWF 1972
- Принцесса в веретене (Die Prinzessin in der Zwirnspule). TV-мультфильм по Б. Фришмут. реж.: Tony Munzlinger. SWF, 1973
- Ida — und Ob. BR 1973
- Дерево забытой собаки (Baum des vergessenen Hundes). Телефильм, ORF 1976
- Прощания (Abschiede). TV-Filmв 2-х частях. сценарий по новелле Артура Шницлера и рассказу Б. Фришмут. реж: Гедеон Ковач. ORF, ZDF, 1986
- Выдра (Otter). Телеспектакль. ORF 1985.
- Регион Ауссзее (Ausseerland), ORF, 1991
- Мать воронов (Rabenmutter), реж.: Кристиан Бергер, ORF, 1991
- Летнее озеро. Телесериал из 6 фильмов. реж.: Эрхард Ридльшпергер, ORF, ZDF, 1992